# Monica Geller
Monica E. Geller (coniugata Geller-Bing) è un personaggio della sitcom statunitense Friends. È la sorella di Ross Geller e moglie di Chandler Bing ed è interpretata da Courteney Cox.

## Biografia del personaggio
Monica è la sorella minore di Ross Geller, e migliore amica fin da piccola di Rachel Green (anche se si sono perse di vista per un po' di tempo). Ai tempi della scuola Monica era oltremodo obesa, e chiaramente aveva difficoltà ad approcciarsi ai ragazzi. Poi un giorno un compagno di college di suo fratello, Chandler Bing, glielo fece notare con poco tatto e la ragazza rimase talmente male da meditare vendetta. Infatti nell'arco di un anno, Monica arrivò ad una forma perfetta e tentò di sedurre Chandler. Tuttavia la goffaggine della ragazza finì per far cadere un coltello sul piede di Chandler che rimase senza un dito. Anni dopo Monica rincontra Chandler, andato a vivere nell'appartamento di fianco a quello suo e di Rachel, insieme all'amico Joey Tribbiani. La ragazza ebbe un colpo di fulmine per l'aspirante attore, ma svanì quando se lo ritrovò completamente nudo nel suo salotto.
Durante la seconda stagione Monica comincia a frequentare Richard Burke, oftalmologo e storico amico di famiglia, di vent'anni più grande di lei. Alla fine della stessa stagione Monica lascerà l'uomo, perché lei vuole avere dei figli, ma Richard no. I due avranno un incontro nella stagione successiva (nell'episodio Due amici molto speciali), per poi incontrarsi di nuovo nella sesta stagione, quando lui le farà una proposta di matrimonio, da lei rifiutata. Monica avrà, durante la terza stagione, un altro ragazzo: Pete. Pete è un miliardario ma quando deciderà di prender parte alla lotta libera, Monica, sofferente per le condizioni in cui verrà trattato Pete, lo lascerà. Ma il rapporto più importante per Monica sarà quello con Chandler: dopo una brutta serata (alla vigilia del matrimonio di Ross un uomo ubriaco la crede sua madre), finiranno a letto insieme alla fine della quarta stagione, in occasione del disastroso matrimonio di Ross con Emily. Il loro rapporto si svilupperà molto, ma la cosa diverrà di "pubblico dominio" solo a metà della quinta stagione, quando tutti lo verranno a sapere. Chandler si trasferirà nell'appartamento di Monica al posto di Rachel e i due in seguito si sposeranno. Nell'ultimo episodio hanno adottato due bambini gemelli che hanno chiamato Jack (come il padre di Monica e Ross) ed Erica (come la sua madre biologica).
Monica è un'ottima cuoca professionista e dopo aver fatto la gavetta per molto tempo, lavorerà in prestigiosi ristoranti, fino ad avere il lavoro migliore proprio quando Chandler dovrà partire per l'Oklahoma, e così i due per un certo periodo affronteranno una relazione a distanza. Monica è afflitta da disordine della personalità ossessiva-compulsiva (anche se affrontato in tono molto comico), relativi alla cura della casa. Esempi di ciò sono la mania di categorizzare gli asciugamani (asciugamani per "tutti i giorni", "per le occasioni", "per gli ospiti", "per gli ospiti nelle occasioni"...), o il sentirsi in obbligo di pulire l'appartamento della sconosciuta fidanzata di Ross, perché quest'ultimo le aveva detto che era in disordine. In un altro episodio si scopre che Monica ha degli strumenti di pulizia per pulire gli strumenti di "pulizia ufficiali" (un mini-aspirapolvere per l'aspirapolvere ecc.) ed inoltre pulisce le automobili di chiunque parcheggi di fronte casa sua, se queste sono sporche. Oltretutto Monica è dotata di una esagerata e spesso inutile competitività, che in un'occasione ha costretto lei e Rachel a fare a cambio di appartamento con Joey e Chandler in seguito ad una partita (persa) con domande sulla vita dei contendenti. In particolare, le ragazze non riescono a rispondere alla domanda "qual è il lavoro di Chandler". Inoltre, se qualcuno critica le capacità di Monica, sia in cucina che in altri campi, lei è disposta a tutto pur di far cambiare idea e dimostrare di essere sempre la migliore.